# Saint-Pierre (Alpy Górnej Prowansji)
Saint-Pierre – miejscowość i gmina we Francji, w regionie Prowansja-Alpy-Lazurowe Wybrzeże, w departamencie Alpy Górnej Prowansji.

## Demografia
Według danych na rok 1990 gminę zamieszkiwało 71 osób, a gęstość zaludnienia wynosiła 13 osób/km². W styczniu 2015 r. Saint-Pierre zamieszkwiały 104 osoby, przy gęstości zaludnienia wynoszącej 18,5 osób/km².